# Fernando Pessoa

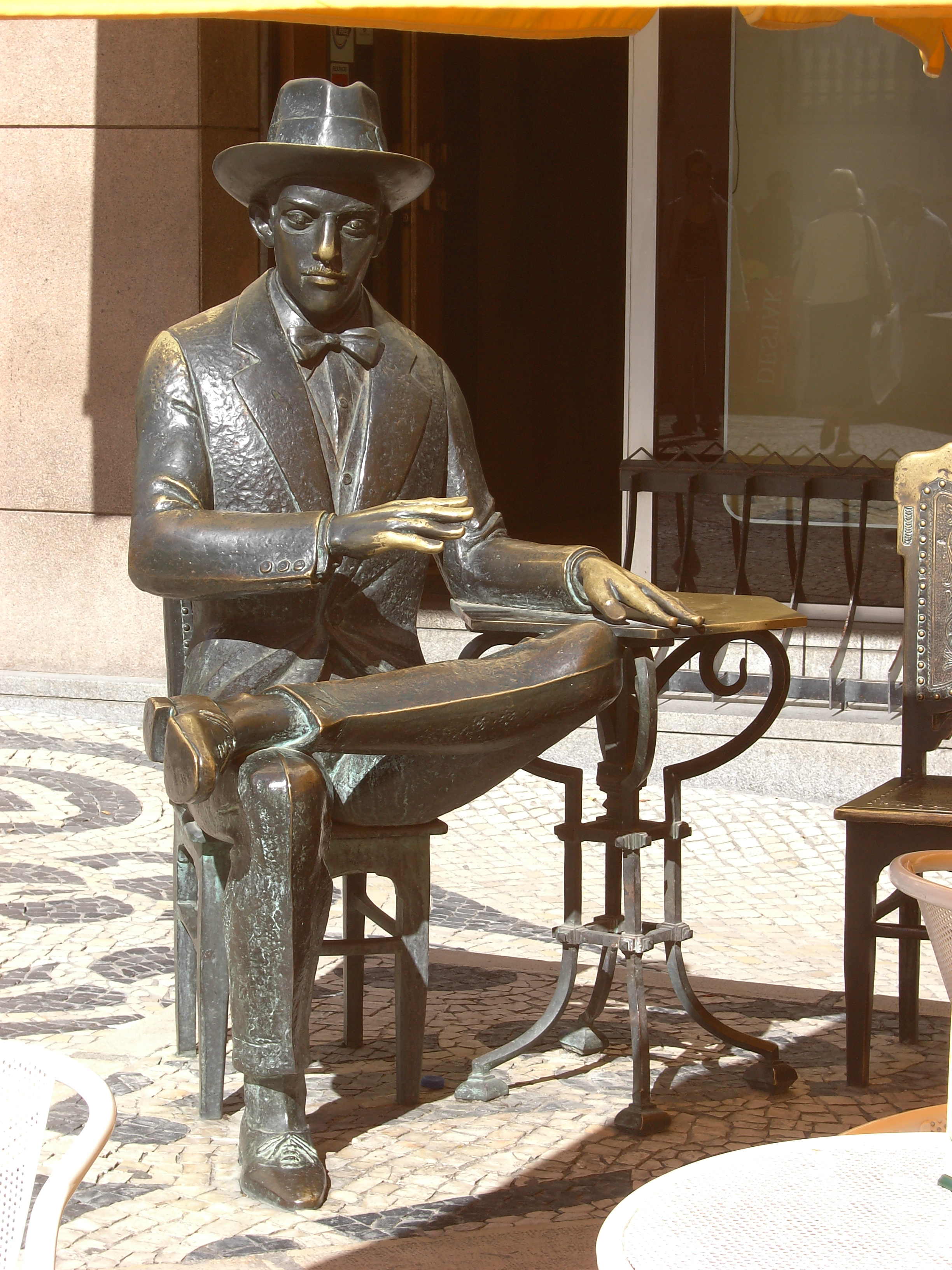
Staty av Fernando Pessoa i Lissabon

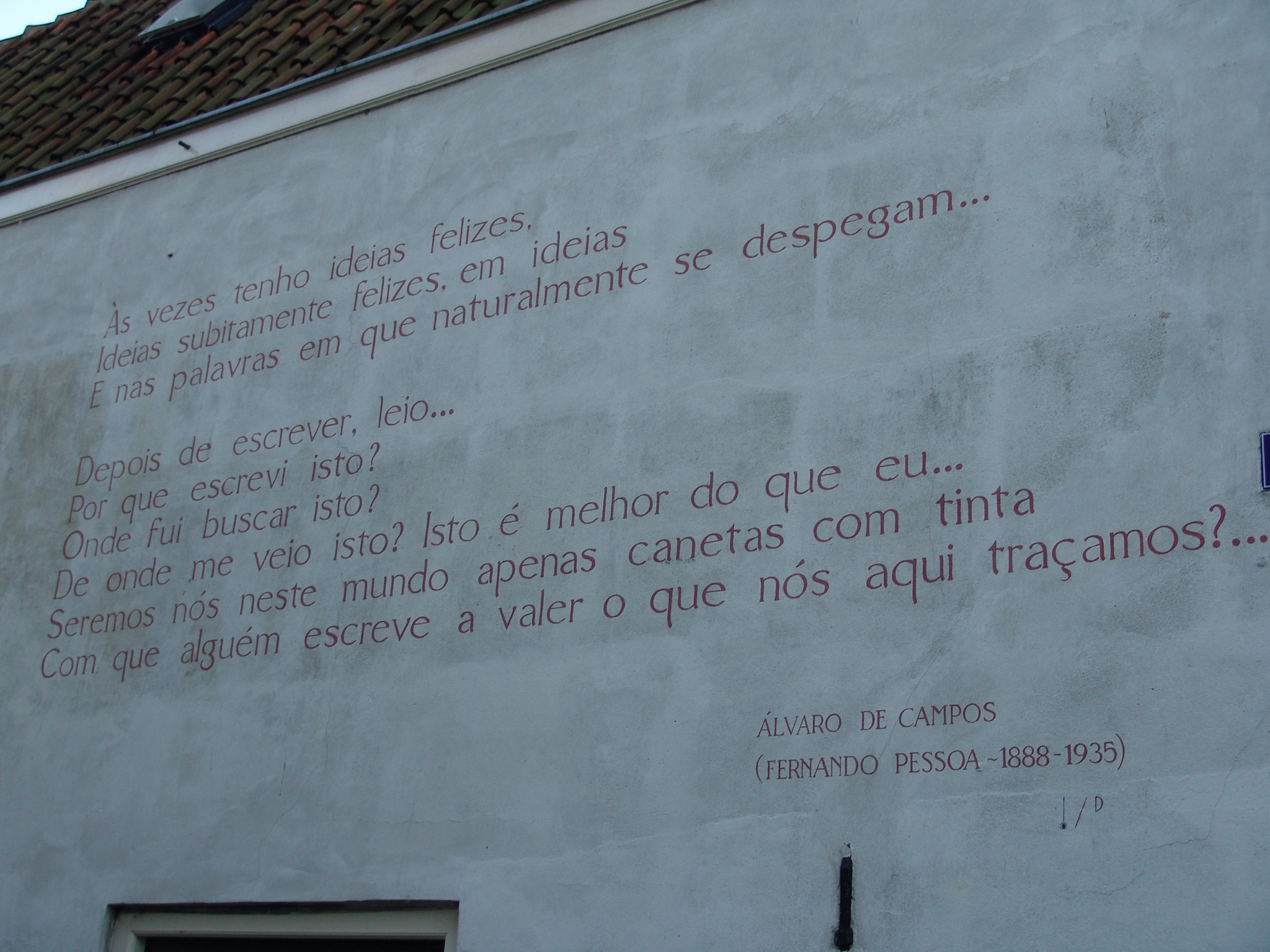
Heteronymen Álvaro de Campos dikt Às vezes... på en husvägg i Leiden.

Fernando António Nogueira Pessoa, född 13 juni 1888 i Lissabon, Portugal, död 30 november 1935 i Lissabon i akut pankreatit, var en portugisisk författare, poet och filosof. Merparten av hans litterära verk publicerades postumt. Hans storhet har gradvis uppdagats och såväl José Saramago (1998) som Gao Xingjian (2000) berörde Pessoa i sina nobelföreläsningar.

## Liv och verk
Pessoa föddes i en välbärgad familj i Lissabon. Efter att hans far och yngre bror hade avlidit och hans mor gift om sig flyttade han som barn till Durban i Sydafrika som vid den tiden var en brittisk koloni. Han lärde sig att behärska det engelska språket lika bra som det portugisiska och läste från tidig ålder oerhört mycket litteratur. 17 år gammal återvände han till Portugal för att studera vid universitetet i Lissabon. Där kom han i kontakt med en krets unga, nyskapande författare och konstnärer och bidrog med texter i avantgardistiska tidskrifter.
Pessoa levde som tillbakadragen handelskorrespondent och översättare, anställd i olika företag. Han skrev till en början poesi på engelska och fick en del publicerat, men utan någon uppmärksamhet. På portugisiska utkom endast en bok under hans livstid, Mensagem (”Budskap”), 1934. När han dog hittade hans anhöriga ytterligare texter: 27 543 stycken, sorterade i kuvert i en träkista. Utgivningen påbörjades 1943. Första utgåvan av hans mest berömda verk Orons bok utkom 1982.
Pessoa skapade i sitt författarskap en mängd fiktiva författargestalter, så kallade heteronymer. Alla med sina speciella personlighetsdrag och litterära stilar. De viktigaste är Alberto Caeiro, Álvaro de Campos, Ricardo Reis samt Bernardo Soares, författaren till Orons bok. Ricardo Reis blev senare huvudperson i José Saramagos roman Året då Ricardo Reis dog.
Sedan 1993 återfinns dikten Às vezes... av Álvaro de Campos, en av Pessoas många heteronymer, som väggdikt på Vliet 46, i hörnet av Kampersteeg, i den holländska staden Leiden.

### Pessoas heteronymer
Pessoa skapade omkring ett sjuttiotal olika heteronymer eller författaridentiteter. De mest framträdande är fåraherden Alberto Caeiro, modernisten Álvaro de Campos och epikurén Ricardo Reis. Dessa heteronymer ska inte uppfattas som pseudonymer. Flera litteraturforskare betraktar Caeiro, Campos och Reis som självständiga textvärldar som kretsar kring ett dunkelt centrum kallat "det frånvarande jaget". Bokhållaren Bernardo Soares, den föregivna författaren till Orons bok, uppvisar däremot vissa likheter med den verklige Pessoa.

## Böcker på svenska
- Ett diktaröde i tolkning av Arne Lundgren. Stockholm; Ny litteratur Futura förlag, 1973.
- Orons bok, Bokförlaget Pontes, Sverige, (1999-01). ISBN 91-86536-47-8
- Den anarkistiska bankiren och En mycket originell middag, Bokförlaget Pontes, 1995
- Dikter av Alberto Caeiro, Bokförlaget Pontes, 2002
- Djävulens timme och En stoikers fostran, Bokförlaget Pontes, 2005.
- Ode till havet och andra dikter av Alvaro de Campos, Bokförlaget Pontes, 2009. ISBN 978-91-86536-80-0
- Mitt hjärta är lite större än hela universum H:ström, 2022
- Pessoas sista dagar och dikter Faethon, 2023